# Păpăuți
Păpăuți è un comune della Moldavia situato nel distretto di Rezina di 1.448 abitanti al censimento del 2004